# Tarassiwka (Polohy)
Tarassiwka (ukrainisch Тарасівка; russisch Тарасовка Tarassowka) ist ein Dorf in der ukrainischen Oblast Saporischschja mit etwa 1200 Einwohnern (2001).
Tarassiwka wurde 1790 als Petro-Pawliwka (Петро-Павлівка) von Siedlern aus der Provinz Poltawa gegründet und erhielt 1922 seinen heutigen Namen.
Die Ortschaft liegt am linken Ufer der Tokmatschka (Токмачка), einem 42 km langen, linken Nebenfluss der Kinska, etwa 16 km südwestlich vom Rajonzentrum Polohy und etwa 100 km südöstlich vom Oblastzentrum Saporischschja.
Durch das Dorf verläuft die Territorialstraße T–04–01.
Am 12. Juni 2020 wurde das Dorf ein Teil der neugegründeten Stadtgemeinde Polohy, bis dahin bildete es zusammen mit den Dörfern Andrijiwske (Андріївське), Romaniwske (Романівське) und Schewtschenkowe die gleichnamige Landratsgemeinde Tarassiwka (Тарасівська сільська рада/Tarassiwska silska rada) im Westen des Rajons Polohy.